# Hrabstwo Lincoln (Wisconsin)
Hrabstwo Lincoln (ang. Lincoln County) – hrabstwo w stanie Wisconsin w Stanach Zjednoczonych.
Obszar całkowity hrabstwa obejmuje powierzchnię 907,05 mil² (2349,25 km²). Według szacunków United States Census Bureau w roku 2009 miało 29 404 mieszkańców. Jego siedzibą administracyjną jest Merrill.
Hrabstwo zostało utworzone z Marathon w 1874. Nazwa pochodzi od nazwiska prezydenta USA Abrahama Lincolna.
Na obszarze hrabstwa znajdują się rzeki Big Rib, Copper, Little Somo, New Wood, Pine, Prairie, Somo, Spirit i Wisconsin oraz 727 jezior.

## Miasta
- Birch
- Bradley
- Corning
- Harding
- Harrison
- King
- Merrill – city
- Merrill – town
- Pine River
- Rock Falls
- Russell
- Schley
- Scott
- Skanawan
- Somo
- Tomahawk – city
- Tomahawk – town
- Wilson